# Crassula colorata
Crassula colorata là một loài thực vật có hoa trong họ Crassulaceae. Loài này được (Nees) Ostenf. miêu tả khoa học đầu tiên năm 1918.